# 交響曲第3番 (諸井三郎)
諸井三郎の交響曲第3番作品25は、「交響的二楽章」初演直後の1943年4月11日から1944年5月26日にかけて作曲された。

## 初演
1950年、東京工業大学の学園祭の催しの一環として、山田一雄指揮、日本交響楽団によって初演された。

## 編成
ピッコロ、フルート2、コーラングレ、オーボエ2、クラリネット2、バス・クラリネット、ファゴット2、コントラファゴット、ホルン4、トランペット3、トロンボーン3、チューバ1、ティンパニ、小太鼓、大太鼓、弦楽、オルガン。

## 作品の内容

### 第1楽章 静かなる序曲〜精神の誕生とその発展
どっしりとした弦楽の音形によって開始され、オーボエの思索するような旋律が反復されながら高潮し、減衰してゆくとテンポを速めて特徴的な音形をもつ主題が現れる。いくつかの小さな動機の離合集散からなる独特のソナタ形式によるこの楽章は、金管楽器が効果的に用いられている。最後に金管群に主要動機が現れ、燦然と終結する。

### 第2楽章 諧謔について
8分の5拍子による歪んだ行進曲。クラリネットに攻撃的な主題が現れ、第1楽章同様単一主題的で、様々な楽器に受け渡され、最後にトランペットが強烈な叫びをあげる。

### 第3楽章 死についての諸観念
アダージョ・トランクイロで、オルガンのト音を土台にオーケストラが上行する賛歌風の動機を奏し、荘厳な展開の後トランペットによる印象的なファンファーレを導きだす。アンダンテ・トランクイロと、ややテンポを速め、音楽は静かなフガートに入る。やがてクラリネットと弦とオルガンに慈愛に満ちた美しく印象的な旋律がハ長調で現れる。弟子の柴田南雄はこの旋律を「人類の祈りの歌」と呼んでいる。この旋律は次第に厚みを増し、金管とオルガンによって変ロ長調で荘厳に奏でられ、穏やかに終結する。

## ディスコグラフィー
- 2004年 - 諸井三郎 交響曲第3番・交響的二楽章他 / 指揮 湯浅卓雄, アイルランド国立交響楽団 (NAXOS 8.557162J)[1][2]
- 2009年 - 諸井三郎記念演奏会 / 指揮 山田一雄, 東京都交響楽団 (King International KDC 24)[3]